# Hypericum juniperinum
Hypericum juniperinum ist eine Pflanzenart aus der Familie der Johanniskrautgewächse. Die Art kommt in Venezuela und Kolumbien vor. In den Departments Cundinamarca und Boyacá wird sie als „Chite“ bezeichnet und zur Herstellung von Besen benutzt. Aber auch als Brennmaterial findet die Pflanze Verwendung.

## Beschreibung
Hypericum juniperinum ist ein Strauch, der eine Höhe zwischen einem halben und einem Meter erreicht. Der Stamm ist aufgerichtet und verästelt sich enganliegend. Die Blattspreite der ungestielten Laubblätter ist circa 6,3 bis zehn Millimeter lang und 0,6 - 0,8 Millimeter breit. Die geraden oder lanzettförmigen, kahnartigen Blätter sind verdreht und liegen eng an oder stehen nur minimal vom Stiel ab. Die Basis ist gerade und der Blattrand ist teilweise trocken und membranartig durchscheinend. Die Spitze des Blattes ist spitzwinklig. Die Blüten sind dicht gepackt und ähneln Trauben. Die ovalen Kelchblätter messen 1,6 - 2,4 Millimeter in der Länge und 0,8 Millimeter in der Breite. Ihr Ende ist zugespitzt. Die schrägen Kronblätter sind zwischen 3,6 und 4,8 Millimeter lang und 0,8 bis 1,2 Millimeter breit. Der Fruchtknoten ist 1,2 Millimeter groß, wobei der aufsetzende Griffel weniger als fünf Millimeter misst. Die Narbe ist kopfförmig. Die Früchte erreichen Größen zwischen 1,2 und zwei Millimetern. Die Blütezeit reicht von Mai bis September, woran sich von Dezember bis März die Fruchtreife anschließt.

## Verbreitung
Die Pflanze findet sich in Kolumbien wie Venezuela auf gut dränierten Böden.

## Botanische Geschichte
Die Art wurde 1821 von Karl Sigismund Kunth erstbeschrieben. Eine Veröffentlichung von Jacques Denys Choisy, 1824 ordnete die Art als brathys var. juniperinum der Art Hypericum brathys unter, die heute jedoch nur noch als Synonym angesehen wird.